# West Virginia
West Virginia (Nederlands, verouderd: West-Virginië) is een van de staten van de Verenigde Staten. De standaardafkorting voor de "Mountain State", zoals de bijnaam luidt, is WV. De hoofdstad is Charleston.

## Geschiedenis
Het gebied dat nu West Virginia heet, werd oorspronkelijk bevolkt door indianenstammen. 
De Irokezen droegen wat nu Kentucky en West Virginia is, in 1768 bij de Vrede van Fort Stanwix over aan de Britten, alhoewel de stammen die daar woonden (Shawnees, Delawares en Cherokees) niet vertegenwoordigd waren. Zij ontvingen in ruil talrijke giften en ruim 10.000 pond.
Tot de Amerikaanse Burgeroorlog hoorde het bij de staat Virginia, hoewel er toen ook al onenigheid was tussen de overheid en de planters in de regio, onder meer over de afschaffing van de slavernij. Toen Virginia zich afscheidde van de Unie, scheidden de westelijke counties zich op hun beurt van Virginia af, op 27 april 1861. Op 31 december 1862 ondertekende Abraham Lincoln een wet die het West Virginia toestond een onafhankelijke staat te vormen. Op 20 juni 1863 werd het formeel, als 35ste, een staat van de Verenigde Staten.
In de grondwet werd voorzien in een geleidelijke afschaffing van de slavernij, maar al in februari 1865 schafte het parlement van de staat de slavernij helemaal af.

## Geografie
De staat West Virginia beslaat 62.809 km², waarvan 62.436 km² land is. In het oosten en noorden heeft de staat een langwerpig uitsteeksel, een zogeheten panhandle. West Virginia ligt in de Eastern tijdzone.
West Virginia grenst in het noorden aan de staat Pennsylvania, in het westen aan Ohio en Kentucky, in het oosten aan Maryland en in het zuiden aan Virginia.
De belangrijkste rivier is de Ohio, die de grens met de gelijknamige staat vormt. De staat ligt deels in de Appalachen, met de top van Spruce Knob (1482 m) als hoogste punt.

## Demografie en economie
In 2000 telde West Virginia 1.808.344 inwoners (29 per km²). De staat is een van de weinige staten in het land met een negatieve bevolkingsgroei. De grootste steden zijn hoofdstad Charleston, Huntington en Wheeling.
Het bruto product van de staat bedroeg in 2001 42 miljard dollar.

## Bestuurlijke indeling
West Virginia is onderverdeeld in 55 county's.

## Politiek

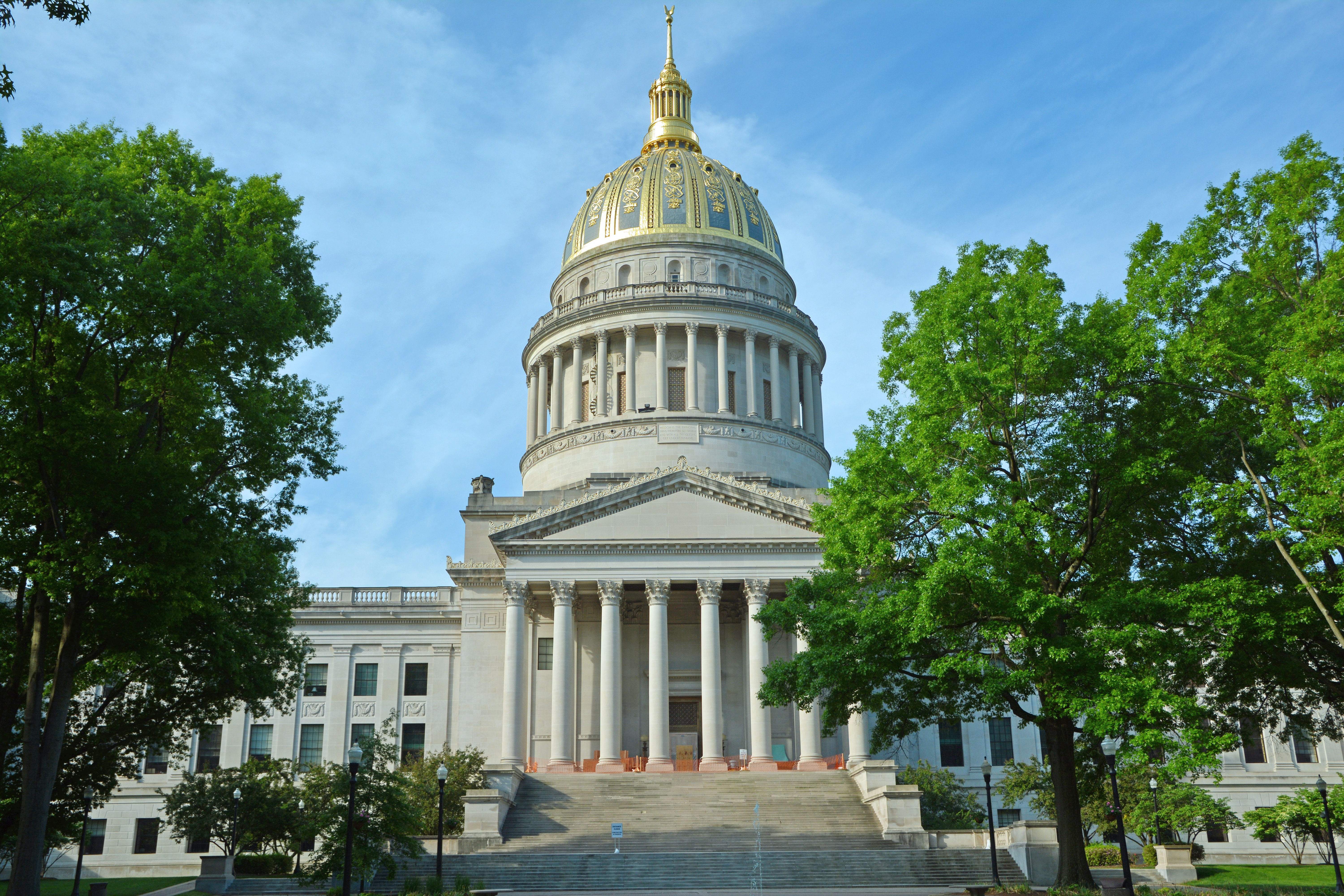
Staatscapitool van West Virginia in Charleston

Aan het hoofd van de uitvoerende macht van West Virginia staat een gouverneur, die direct gekozen wordt door de kiesgerechtigden in de staat. De huidige gouverneur is Patrick Morrisey van de Republikeinse Partij. Hij werd verkozen bij de gouverneursverkiezingen van 2024 en trad aan op 13 januari 2025.
De wetgevende macht bestaat uit het Huis van Afgevaardigden van West Virginia (West Virginia House of Delegates) met 100 leden en de Senaat van West Virginia (West Virginia Senate) met 34 leden.
Tot aan het einde van de 20e eeuw werd West Virginia vanwege het grote aantal arbeiders in de mijnbouw gedomineerd door de Democratische Partij. Als gevolg van de teloorgang van deze industrie is de invloed van deze partij in de staat echter hard afgenomen, en tegenwoordig is West Virginia een van de meest Republikeinse staten van het land. Tijdens de Amerikaanse presidentsverkiezingen van 2024 stemde bijna 70% van de kiezers in West Virginia voor Republikein Donald Trump.